# 西錫達格倫 (新澤西州)
西錫達格倫（英語：Cedar Glen West）是位於美國新澤西州海洋縣的普查規定居民點。

## 人口
根據2020年美國人口普查的數據，西錫達格倫的面積為2.78平方千米，當中陸地面積為2.75平方千米，而水域面積為0.03平方千米。當地共有人口1379人，而人口密度為每平方千米496.04人。